# K-Basic
Le K-Basic est un langage de programmation pour Linux, Mac OS X et Windows. C'est un langage orienté objet, contrôlé par évènements, et multiplateforme.